# Marc Evans
Marc Evans (Cardiff, 1963) é um cineasta, produtor e roteirista galês, que conquistou reconhecimento por dirigir House of America, Resurrection Man e My Little Eye.
Evans graduou-se em história da arte na Universidade de Cambridge e em cinema na Universidade de Bristol. Atualmente, é professor da Escola de Arte Criativa na Universidade de Glamorgan. Além disso, expõe constantemente críticas sobre filmes.

## Filmografia

### Cinema
| Ano  | Título             | Diretor | Produtor | Roteirista |
| ---- | ------------------ | ------- | -------- | ---------- |
| 1991 | Le jeu du roi      | Sim     |          |            |
| 1994 | Arthur's Departure | Sim     |          |            |
| 1997 | House of America   | Sim     |          |            |
| 1998 | Resurrection Man   | Sim     |          |            |
| 2002 | My Little Eye      | Sim     |          |            |
| 2004 | Trauma             | Sim     |          |            |
| 2006 | Snow Cake          | Sim     |          |            |
| 2008 | Cymru Fach         |         | Sim      |            |
| 2010 | Patagonia          | Sim     |          | Sim        |
| 2011 | Hunky Dory         | Sim     |          |            |
| 2012 | Doors Open         | Sim     |          |            |
| 2015 | Cassy and Jude     | Sim     |          |            |

### Televisão
- East of the Moon (1988)
- Letters from Patagonia (1988)
- The Gift (1990, minissérie; codiretor)
- Friday on My Mind (1992)
- The Ruth Rendell Mysteries: "Master of the Moor" Partes 1, 2 e 3 (1994)
- Collision (2009, minissérie)
- Playhouse Presents: "Gifted" (2013)
- Hinterland: "Devil's Bridge" (2013)